# Victor Ciorbea
Victor Ciorbea (n. 26 octombrie 1954, Ponor, Alba, România) este un jurist și politician român, reprezentant al PNȚCD, cel de-al 56-lea și  primul premier al României de după 1989 care nu a provenit dintr-o formațiune succesoare a Frontului Salvării Naționale, ci din fosta opoziție anticomunistă.
În anul 1996 a deținut pentru scurt timp funcția de primar general al Bucureștilor, ales din partea CDR. Între 12 decembrie 1996 și 30 martie 1998 a ocupat funcția de prim-ministru al României.

## Biografie
Înainte de anul 1989 a fost judecător. În 1990 a devenit lider al sindicatului CNSLR. În 1994 a înființat Confederația Sindicatelor Democratice din România.
În data de 18 iunie 2011 un congres extraordinar al PNȚCD, convocat pentru a pune capăt sciziunilor interne din partid, l-a ales în funcția de președinte al formațiunii. A întrunit 529 de voturi pentru și 4 împotrivă. 34 de voturi au fost declarate nule.
În octombrie 2012, s-a înscris în PNL, fiind desemnat să candideze pentru Senat în colegiul 7 din București pe listele Uniunii Social-Liberale (USL). El a fost ales cu majoritatea de voturi valabil exprimate, obținând primul său mandat parlamentar.
Pe 15 mai 2014 a fost ales în funcția de Avocat al Poporului.

## Premii

### Premii naționale
- Familia Regală a României: Cavaler al Decorației Regale Nihil Sine Deo[5][6][7]